# Красноголовый соловей
Красноголо́вый солове́й (лат. Larvivora ruficeps) — небольшая певчая птица из семейства мухоловковых. Встречается в центральном Китае. Обитает в лесах и кустарниковых зарослях умеренного пояса. Считается, что этому малоизученному виду угрожает уничтожение их среды обитания.

## Таксономия
Красноголового соловья ранее относили к роду Luscinia. Крупное молекулярно-филогенетическое исследование, опубликованное в 2010 году, показало, что Luscinia не является монофилетическим. Поэтому род был разделён, и несколько видов, включая Larvivora ruficeps, были переведены в восстановленный род Larvivora. Генетически наиболее близок к соловью-свистуну (Larvivora sibilans). Эти два вида образуют сестринскую группу клады, включающей также Larvivora akahige и Larvivora komadori.

## Внешний вид и строение
Средняя длина тела 15 см. Голова оранжево-рыжая, лицо — чёрное, горло — горло с чёрной каймой. Спина, верхняя часть груди и бока серые, большая часть живота и низ — белые. Хвост чёрный с рыжей бахромой и черноватыми кончиками внешних перьев. Песня мощная и отчётливая, больше всего похожа на песню японской зарянки (Larvivora komadori).

## Распространение и среда обитания
Этот вид был зарегистрирован только в семи подтверждённых или вероятных местах гнездования в горах Циньлин провинции Сычуань и на юге Шэньси, а также известен по очень немногим разрозненным записям о перелётных птицах. Хотя точные оценки численности популяции отсутствуют, предполагается, что она имеет очень локализованное распространение и небольшую общую численность, не превышающую 1500—3800 особей.
Населяет смешанные хвойно-лиственные леса и кустарники в очень узком диапазоне высот (2400—2800 м над уровнем моря), по-видимому, используя сукцессионный кустарник в долинах долин, подверженных ливневым паводкам.
С использованием информации о размножении красноголового соловья было произведено моделирование экологической ниши, показавшее, что для этого вида должны быть подходящие места гнездования на севере и в центре Сычуаня, на юге Ганьсу, на юге Шэньси и на юго-востоке Тибета.

## Охранный статус
Популяция этого вида, по всей видимости, сокращается. До 2012 года этот вид был классифицирован МСОП как уязвимый, а в 2013 году был отнесён к вымирающим на основании редкости недавних наблюдений, что считается показателем продолжающегося сокращения популяции. Считается, что основными угрозами являются исчезновение и деградация среды обитания, которая, усугубляется отловом живых птиц для последующей торговли ими.